# بنفشه‌زار
بنفشه‌زار فیلمی به کارگردانی محمدباقر خسروی و نویسندگی عبدالله علیخانی ساختهٔ سال ۱۳۶۲ است. فیلم براساس یکی از قصه های کتاب عزاداران بیل نوشته غلامحسین ساعدی ساخته شده است.

## خلاصه داستان
در روستای پرت‌افتادهٔ «بیل»، اهالی گرفتار گرسنگی، فقر و بیماری هستند….

## بازیگران
- اسماعیل محمدی
- رضا کرم‌رضایی
- مریم فرخ‌نیا
- سروش خلیلی
- عنایت‌الله بخشی
- فریبا شمس